# Чока (община)
Чока (серб. Чока) — община в Сербии, входит в Северно-Банатский округ автономного края Воеводина. Община находится в историко-географической области Банат.
Население общины составляет 12 634 человека (2007 год), плотность населения составляет 39 чел./км². Занимаемая площадь — 321 км², из них 87,2 % используется в промышленных целях.
Административный центр общины — город Чока. Община Чока состоит из 8 населённых пунктов, средняя площадь населённого пункта — 40,1 км².

## Статистика населения общины
| Год  | Население, чел. |
| ---- | --------------- |
| 1991 | 15 587          |
| 2001 | 13 958          |
| 2002 | 13 780          |
| 2003 | 13 575          |
| 2004 | 13 351          |
| 2005 | 13 133          |
| 2006 | 12 896          |
| 2007 | 12 634          |

Этнический состав населения общины:
- венгры — 7133 (51,56 %);
- сербы — 5205 (37,63 %);
- цыгане — 337 (2,43 %);
- югославы — 228 (1,64 %);
- словаки — 201 (1,45 %).

## Населённые пункты
- Банатски-Моноштор
- Врбица
- Язово
- Остоичево
- Падей
- Санад
- Црна-Бара
- Чока

## Образование
В общине 7 основных и одна средняя школа.